# Stigmatophora sinensis
Stigmatophora sinensis là một loài bướm đêm thuộc phân họ Arctiinae, họ Erebidae.